# جوجوريو (آن)
جوجوريو (بالفرنسية: Jujurieux)‏ هي بلدية فرنسية تقع في إقليم الآن في فرنسا. رمز إنسي لها هو:1199. أما الرمز البريدي لها فهو: 1640.

## أعلام
- تشارلز جولييت
- لويس بونيت